# Хуссейн, Надия
Надия Джамир Хуссейн (англ. Nadiya Jamir Hussain; род. 25 декабря 1984) — британский шеф-повар, писатель и телеведущая бангладешского происхождения. Она прославилась после победы в шестом сезоне шоу BBC «Лучший пекарь Британии» в 2015 году. После победы она подписала контракты с BBC на проведение документального проекта «Хроники Надии», сериала о кулинарии и изучения Надии британской еды, и реалити-шоу о её семье на 8 эпизодов , а также стала постоянным участником новостного ТВ-журнала The One Show.
Надия — обозреватель журнала «Таймс», автор и колумнист Penguin Random House, Hodder Children’s Books и Harlequin. Она появилась в качестве приглашенного участника на телеканале ITV «Свободные женщины». Её пригласили испечь торт к 90-летию королевы Елизаветы II.
В 2017 году Хуссейн была названа компанией Debrett’s одной из 500 самых влиятельных людей в Великобритании и оказалась в списке 100 женщин BBC News. Она также вошла в шорт-лист на премию «Детская книга года» на British Book Awards за «Испечь мою историю» и была номинирована на премию «Прорыв» на церемонии вручения премии Королевского телевизионного общества за «Хроники Надии». Тед Кантл, автор правительственного доклада о сплоченности общин, сказал, что Хуссейн сделалa «больше для британо-мусульманских отношений, чем 10 лет государственной политики».